# Batalla de Tarvis (1809)

## Preludio
A mediados de mayo, el archiduque Juan dividió su ejército en varios grupos. Stoichevich con 8.100 en su mayoría infantería  y 14 cañones, todavía estaba lejos en Dalmacia. Franz Jellacic fue transferido del ejército del Danubio al control de Juan con 10.200 soldados y 16 cañones.
Albert Gyulai estaba en Tarvis con 8.340 efectivos. Eugenio de Beauharnais  decidió intentar flanquear esta nueva posición y obligar a los austriacos a retirarse sin luchar. Se ordenó a la DI-2/I italiana de Fontanelli a la derecha, para amenazar la línea de retirada del Archiduque hacia el este hacia Weissenfels. En el centro, la DIL de Dessiax, apoyado por la DI-2 de Broussier, amenazaría la posición austriaca en el camino a Tarvisio. En consecuencia, Dessaix y Fontanelli llevaron a sus tropas a través de senderos de montaña para llegar al valle Fella en el lado este del fuerte Malborghetto. Grenier envió a las tropas de Pacthod detrás de las otras 2 DIs para alcanzar una posición de asalto desde el este. El 16 de mayo, Hilliers se enfrentó a Gyulai, quien evacuó Tarvisio y tomó una posición defensiva al este de la ciudad.
A las 09:30 del 17 de mayo, las DIs de Pacthod y Durutte atacaron el fuerte de Malborghetto desde dos direcciones, con 15.000 efectivos. El fuerte Malborghetto estaba mandado por el capitán de ingenieros Friedrich Hensel con 2 Cías grenzers del RI-3 Oguliner y 24 artilleros. El asalto duró media hora y la posición cayó. Las pérdidas austriacas fueron 5 oficiales y 345 hombres muertos, 6 oficiales, 44 hombres y 11 cañones capturados. El registro oficial austríaco declaró que las fortificaciones eran demasiado extensas para la guarnición. También dio las pérdidas de la guarnición como 75 muertos y 305 capturados, incluidos 120 heridos. El relato admitía 1.300 bajas infligidas a los atacantes, cifra posiblemente exagerada. El capitán Hensel murió en el asalto y actualmente tiene un monumento en su honor en el lugar.                                                                                                            

## 18 de mayo
Los soldados victoriosos de Grenier marcharon rápidamente hacia el este hasta Tarvisio para ayudar en el ataque contra Gyulai. El comandante austríaco tomó una posición detrás del arroyo Slizza (Gailitz) con 11 BIs y 4 Escóns. En línea estaban la BRI de Gajoli, la BRI de Marziani, RI-27 Strassoldo (3), y 2 BIs landwehr de Marburg. Una línea de defensas preparadas se alineaba en la orilla del arroyo, pero solo se habían instalado 10 de los 24 cañones previstos en los reductos.
Al mediodía, Eugenio indicó a sus tropas que avanzaran. Mientras el CE-II de Grenier luchaba con el centro de Gyulai, la DI-2/I italiana de Fontanelli atacó el flanco izquierdo austríaco. Los italianos tomaron el reducto clave y comenzaron a envolver las defensas de Gyulai desde el sur. Cuando la línea austríaca comenzó a desmoronarse, las tropas de Grenier atacaron al frente.
Las tropas de Gyulai huyeron del campo en la derrota, perdiendo 3.000 muertos, heridos y prisioneros, y la mayoría de sus cañones. Al carecer de caballería, los franco-italianos no pudieron perseguir. Los austriacos admitieron perder 217 muertos, 271 heridos y 1.301 capturados, para un total de 1.789 hombres y seis cañones perdidos de los 3.500 enfrentados. Eugenio admitió 80 muertos y 300 heridos de los 10.000 comprometidos, aunque esta última cifra no cuenta las tropas de Grenier que figuran como reservas.Mientras tanto, la columna del general Seras, que hasta ese momento había avanzado sin obstáculos, chocó el 15 de mayo con el fuerte del paso de Predil, mientras Gyulay era aplastado por las tropas de Eugenio en Tarvisio el 17 de mayo, Seras bombardeó el fuerte pero sin resultado notable.
La guarnición consistía en 2 Cías RI-3 grenzer de Szluiner, bajo el capitán de ingenieros Hermann Johann von Hermannsdorf. Eugenio, para quien la posesión del paso de Predil era necesaria para el paso de su artillería, caballería y equipaje, destacó 3 BIs al sur para atacar a los hombres de Hermann desde el paso mientras Seras lanzaría un asalto desde el lado opuesto.
La operación se inició el 18 de mayo y se desarrolló rápidamente con una feroz resistencia de los defensores. Abrumados, Hermann y sus 250 croatas se negaron a deponer las armas y murieron hasta el final. El ataque, llevado a cabo por 8.500 infantes con el apoyo de 12 cañones, costó a los franco-italianos alrededor de 450 muertos y 26 heridos.